# Riquilda da Provença
Riquilda da Provença (em francês:  Richilde; Metz, c. 845 – Chalon-sur-Saône, 2 de junho de 910) foi rainha consorte dos Francos Ocidentais e imperatriz do Sacro Império Romano-Germânico como  a segunda esposa de Carlos II de França.

## Família
Era filha de Bivino de Gorze (810 - 863) e descendente de uma família nobre de Lorena.

## Casamento e filhos
No ano de 870 casa com Carlos II de França que depois seria imperador do Sacro Império Romano-Germânico. Tiveram os seguintes filhos:
1. Rotilda (871 - 929), casou-se em primeiro lugar, Hugo de Bourges, e em segundo lugar, com Rogério de Maine;
2. Drogo (872 - 873);
3. Pipino (873 - 874);
4. um filho (nascido e morto em 875);
5. Carlos (876 - 877).